# 15371 Steward
15371 Steward eller 1996 RZ18 är en asteroid i huvudbältet som upptäcktes den 15 september 1996 av Spacewatch vid Kitt Peak-observatoriet. Den är uppkallad efter Steward-observatoriet.